# Ephydra auripes
Ephydra auripes är en tvåvingeart som beskrevs av Aldrich 1912. Ephydra auripes ingår i släktet Ephydra och familjen vattenflugor. Inga underarter finns listade i Catalogue of Life.